# Lijst van voetbalinterlands Georgië - Schotland
Deze lijst van voetbalinterlands is een overzicht van alle officiële voetbalwedstrijden tussen de nationale teams van Georgië en Schotland. De landen hebben tot op heden zes keer tegen elkaar gespeeld. De eerste ontmoeting, een kwalificatiewedstrijd voor het Europees kampioenschap voetbal 2008, was op 24 maart 2007 in Glasgow. Het laatste duel, een kwalificatiewedstrijd voor het Europees kampioenschap voetbal 2024, vond plaats in Tbilisi op 16 november 2023.

## Wedstrijden
| № | Plaats  | Datum            | Competitie           | Wedstrijd           | Uitslag |
| - | ------- | ---------------- | -------------------- | ------------------- | ------- |
| 1 | Glasgow | 24 maart 2007    | EK 2008 kwalificatie | Schotland – Georgië | 2 – 1   |
| 2 | Tbilisi | 17 oktober 2007  | EK 2008 kwalificatie | Georgië – Schotland | 2 – 0   |
| 3 | Glasgow | 11 oktober 2014  | EK 2016 kwalificatie | Schotland − Georgië | 1 − 0   |
| 4 | Tbilisi | 4 september 2015 | EK 2016 kwalificatie | Georgië – Schotland | 1 − 0   |
| 5 | Glasgow | 20 juni 2023     | EK 2024 kwalificatie | Schotland − Georgië | 2 − 0   |
| 6 | Tbilisi | 16 november 2023 | EK 2024 kwalificatie | Georgië − Schotland | 2 − 2   |

## Samenvatting
| Competitie      | Totaal gespeeld | Winst Georgië | Gelijk | Winst Schotland | Doelsaldo Georgië – Schotland |
| --------------- | --------------- | ------------- | ------ | --------------- | ----------------------------- |
| EK-kwalificatie | 6               | 2             | 1      | 3               | 6 − 7                         |
| Totaal          | 6               | 2             | 1      | 3               | 6 − 7                         |

## Details

### Eerste ontmoeting
| EK 2008 kwalificatie (Glasgow, Schotland, 24 maart 2007): |       |                     |
| Schotland                                                 | 2 – 1 | Georgië             |
| Kris Boyd 11' Craig Beattie 89'                           | goals | 41' Sjota Arveladze |

### Tweede ontmoeting
| EK 2008 kwalificatie (Tbilisi, Georgië, 17 oktober 2007): |       |           |
| Georgië                                                   | 2 – 0 | Schotland |
| Levan Mtsjedlidze 16' David Siradze 64'                   | goals |           |

### Derde ontmoeting
| EK 2016 kwalificatie (scheidsrechter Miroslav Zelinka, Glasgow, Schotland, 11 oktober 2014):                                                                         |              | |
| Schotland | 1 – 0        | Georgië |
| Akaki Khubutia 28' (e.d.) | goals        | |
| Gordon Strachan | bondscoach   | Temoeri Ketsbaia |
| David Marshall Alan Hutton Russell Martin Grant Hanley Andrew Robertson Scott Brown James Morrison Ikechi Anya Shaun Maloney Steven Fletcher 90' Steven Naismith 80' | opstellingen | Giorgi Loria 46' Davit Kvirkvelia Gia Grigalava Akaki Choeboetia Oetsj Lobzjanidze Solomon Kverkvelia Dzjaba Kankava Moertaz Daoesjvili 70' Giorgi Papava Nikoloz Gelasjvili 80' Valeri Kazaisjvili |
| James McArthur 80' Chris Martin 90' | wissels      | 46' Tornike Okriasjvili 70' Irakli Dzaria 80' Giorgi Tsjantoeria |
| James Morrison 33' Shaun Maloney 68' | gele kaarten | 49' Gia Grigalava 53' Moertaz Daoesjvili |

### Vierde ontmoeting
| EK 2016 kwalificatie (scheidsrechter Ovidiu Haţegan, Tbilisi, Georgië, 4 september 2015): |              | |
| Georgië | 1 – 0        | Schotland |
| Valeri Kazaisjvili 37' | goals        | |
| Temoeri Ketsbaia | bondscoach   | Gordon Strachan |
| Noekri Revisjvili Aleksandr Amisoelasjvili Solomon Kvirkvelia Giorgi Navalovski Goeram Kasjia Oetsja Lobzjanidze Dzjaba Kankava Tornike Okriasjvili 71' Levan Mtsjedlidze 90+3' Jano Ananidze 82' Valeri Kazaisjvili | opstellingen | David Marshall Alan Hutton Charlie Mulgrew Russell Martin 59' Andrew Robertson Shaun Maloney Scott Brown James Morrison 75' Ikechi Anya Steven Fletcher 59' Steven Naismith |
| Giorgi Merebasjvili 71' Moertaz Daoesjvili 82' Mate Vatsadze 90+3' | wissels      | 59' Grant Hanley 59' James Forrest 75' Leigh Griffiths |
| Goeram Kasjia 10' Jano Ananidze 44' Giorgi Navalovski 78' | gele kaarten | |

GFF · A-internationals · Bondscoaches · Statistieken · Georgisch vrouwenelftal · Georgië U21 · Georgië U20 · Georgië U19 · Georgië U18 · Georgië U17 · Georgië U16
1990 – 1999 ·
2000 – 2009 ·
2010 – 2019 ·
2020 − 2029
EK 2024
1990 · 
1991 · 
1992 · 
1993 · 
1994 · 
1995 · 
1996 · 
1997 · 
1998 · 
1999 · 
2000 · 
2001 · 
2002 · 
2003 · 
2004 · 
2005 · 
2006 · 
2007 · 
2008 · 
2009 · 
2010 · 
2011 · 
2012 · 
2013 · 
2014 · 
2015 ·
2016 ·
2017 ·
2018 ·
2019 ·
2020 ·
2021 ·
2022 ·
2023 ·
2024
Albanië ·
Andorra ·
Armenië ·
Azerbeidzjan ·
Bosnië en Herzegovina ·
Bulgarije ·
Cyprus ·
Denemarken ·
Duitsland ·
Egypte ·
Engeland ·
Estland ·
Faeröer ·
Finland ·
Frankrijk ·
Gibraltar ·
Griekenland ·
Hongarije ·
Ierland ·
IJsland ·
Iran ·
Israël ·
Italië ·
Jordanië ·
Kameroen ·
Kazachstan ·
Kosovo ·
Kroatië ·
Letland ·
Libanon ·
Liechtenstein ·
Litouwen ·
Luxemburg ·
Malta ·
Marokko ·
Moldavië ·
Mongolië ·
Montenegro · 
Nederland ·
Nieuw-Zeeland ·
Nigeria ·
Noord-Ierland ·
Noord-Macedonië ·
Noorwegen ·
Oekraïne ·
Oezbekistan ·
Oostenrijk ·
Paraguay ·
Polen ·
Portugal ·
Qatar ·
Roemenië ·
Rusland ·
Saint Kitts en Nevis ·
Saoedi-Arabië ·
Schotland ·
Servië ·
Slovenië ·
Slowakije ·
Spanje ·
Thailand ·
Tsjechië ·
Tunesië ·
Turkije ·
Uruguay ·
Verenigde Arabische Emiraten ·
Wales ·
Wit-Rusland ·
Zuid-Afrika ·
Zuid-Korea ·
Zweden ·
Zwitserland
SFA · A-internationals · Selecties · Bondscoaches · Statistieken · Schots vrouwenelftal · Brits olympisch elftal · Schotland U21 · Schotland U20 · Schotland U19 · Schotland U18 · Schotland U17 · Schotland U16 · Vrouwen U17
1872 – 1899 ·
1900 – 1919 ·
1920 – 1929 ·
1930 – 1939 ·
1940 – 1949 ·
1950 – 1959 ·
1960 – 1969 ·
1970 – 1979 ·
1980 – 1989 ·
1990 – 1999 ·
2000 – 2009 ·
2010 – 2019 ·
2020 − 2029
EK's: 1992 ·
1996 ·
2020 ·
2024
WK's: 1954 ·
1958 ·
1974 ·
1978 ·
1982 ·
1986 ·
1990 ·
1998
1872 ·
1873 ·
1874 ·
1875 ·
1876 ·
1877 ·
1878 ·
1878 ·
1879 ·
1880 ·
1881 ·
1882 ·
1883 ·
1884 ·
1885 ·
1886 ·
1887 ·
1888 ·
1889 ·
1890 ·
1891 ·
1892 ·
1893 ·
1894 ·
1895 ·
1896 ·
1897 ·
1898 ·
1899 ·
1900 ·
1901 ·
1902 ·
1903 ·
1904 ·
1905 ·
1906 ·
1907 ·
1908 ·
1909 ·
1910 ·
1911 ·
1912 ·
1913 ·
1914 ·
1915–1919 ·
1920 ·
1921 ·
1922 ·
1923 ·
1924 ·
1925 ·
1926 ·
1927 ·
1928 ·
1929 ·
1930 ·
1931 ·
1932 ·
1933 ·
1934 ·
1935 ·
1936 ·
1937 ·
1938 ·
1939 ·
1940–1945 ·
1946 ·
1947 ·
1948 ·
1949 ·
1950 ·
1951 ·
1952 ·
1953 ·
1954 ·
1955 ·
1956 ·
1957 ·
1958 ·
1959 ·
1960 ·
1960 ·
1961 ·
1962 ·
1963 ·
1964 ·
1965 ·
1966 ·
1967 ·
1968 ·
1969 ·
1970 ·
1971 ·
1972 ·
1973 ·
1974 ·
1975 ·
1976 ·
1977 ·
1978 ·
1979 ·
1980 ·
1981 ·
1982 ·
1983 ·
1984 ·
1985 ·
1986 ·
1987 ·
1988 ·
1989 ·
1990 ·
1991 ·
1992 ·
1993 ·
1994 ·
1995 ·
1996 ·
1997 ·
1998 ·
1999 ·
2000 ·
2001 ·
2002 ·
2003 ·
2004 ·
2005 ·
2006 ·
2007 ·
2008 ·
2009 ·
2010 ·
2011 ·
2012 ·
2013 ·
2014 · 
2015 · 
2016 · 
2017 ·
2018 ·
2019 ·
2020 ·
2021 ·
2022
Albanië ·
Argentinië · 
Armenië ·
Australië ·
België ·
Bosnië en Herzegovina ·
Brazilië ·
Bulgarije ·
Canada ·
Chili ·
Colombia ·
Congo-Kinshasa ·
Costa Rica ·
Cyprus ·
DDR ·
Denemarken ·
Duitsland ·
Ecuador ·
Egypte ·
Engeland ·
Estland ·
Faeröer ·
Finland ·
Frankrijk ·
Georgië ·
Gibraltar · 
GOS ·
Griekenland ·
Hongarije ·
Ierland ·
IJsland ·
Iran ·
Israël ·
Italië ·
Japan ·
Joegoslavië ·
Kazachstan ·
Kroatië ·
Letland ·
Liechtenstein ·
Litouwen ·
Luxemburg ·
Malta ·
Marokko ·
Mexico ·
Moldavië ·
Nederland ·
Nieuw-Zeeland ·
Nigeria · 
Noord-Ierland ·
Noord-Macedonië ·
Noorwegen ·
Oekraïne ·
Oostenrijk ·
Paraguay ·
Peru ·
Polen ·
Portugal ·
Qatar ·
Roemenië ·
Rusland ·
San Marino ·
Saoedi-Arabië ·
Servië ·
Slovenië ·
Slowakije · 
Sovjet-Unie ·
Spanje ·
Trinidad en Tobago · 
Tsjechië ·
Tsjecho-Slowakije ·
Turkije · 
Uruguay ·
Verenigde Staten ·
Wales ·
Wit-Rusland ·
Zuid-Afrika ·
Zuid-Korea ·
Zweden ·
Zwitserland
Engeland (2021) · 
Kroatië (2021) · 
Nieuw-Zeeland (1982) · 
Tsjechië (2021)